# Optant
Optant (av latinets optare, välja) är i folkrätten den medborgare i ett avträtt landområde, som enligt eget val ("option") behållit sitt medborgarskap i den stat, som han förut tillhörde, trots att han väljer att bo kvar på sin hemort. En sådan rätt för medborgarna att välja vilken stat de ville tillhöra, medgavs först i traktater från mitten av 1700-talet, och sedan freden i Paris 30 maj 1814 har det varit regel vid alla landavträdelser att medge en sådan, säkerligen med tyst förhoppning om att vederbörande senare skulle utvandra till det land som han önskade tillhöra.

## Optanterna i Nordslesvig
Namnet optanter har använts om de invånare i Nordslesvig, som efter Wienfreden 1864 fick rätt att under loppet av sex år välja om de ville fortsätta att vara danska undersåtar, utan att för den skull uppge sin fasta egendom i Nordslesvig, och som i förhoppningen att Pragfredens löfte om landets återlämnande till Danmark i stor mängd föredragit att räknas som danskar och därigenom undgått tysk militärtjänst, särskilt vid utbrottet av Fransk-tyska kriget 1870. Då kriget, oväntat nog, slutade gynnsamt för Tyskland och hoppet om en snar folkomröstning slog fel, återvände största delen av optanterna till Nordslesvig. Genom särskild överenskommelse mellan Danmark och Preussen 1872 tillförsäkrades dem även oförhindrad vistelse, men naturligtvis utan politiska rättigheter och med risk att kunna utvisas liksom andra utlänningar. 
Efter 1883 naturaliserades efter hand en mängd optantsöner, som tjänstgjort i tyska armén, och under greve Leo von Caprivis frisinnade styrelse som preussisk premiärminister 1890 och följande år upptogs omkring 1 500 optanter tillsammans med hustrur och omyndiga barn, sammanlagt 6 000—7 000 personer, administrativt som preussiska medborgare. Ännu 1898 beräknades optanterna i Nordslesvig till omkring 4 000 personer och optantbarnen till 10 000—-12 000, varav hälften kvinnor. Då nationalitetsstriden runt 1900 tillspetsades, blev optanternas — inte minst optantbarnens — rättsställning mycket otrygg, så snart myndigheterna fann dem vara till besvär ("lästig") eller ville angripa dem för att därigenom politiskt hota deras släktingar och vänner.
Ernst Matthias von Köller, som var den tyske överpresidenten över Schleswig-Holstein, strävade tämligen hårdhänt efter att förtyska denna provins. Under hans styre 1901 och följande år inte bara utvisades många optanter, utan över 1 000 personer, som länge ansetts som preussiska medborgare och utövat både rösträtt och andra offentliga rättigheter, stämplades som optanter och överlämnades därigenom åt myndigheternas godtycke, allt i hopp om att på så sätt kunna kuva de danske nordslesvigarnas politiska självständighetskänsla. Då detta emellertid misslyckades och de preussiska myndigheternas framfart väckte stor förargelse både i utlandet och själva Tyskland, öppnades underhandlingar med Danmark, och den 11 januari 1907 slöts en konvention, enligt vilken optanternas barn skulle kunna bli preussiska undersåtar om de ansökte därom. Under loppet av ett par år fick 4 000—5 000 personer preussiskt medborgarskap och därigenom var optantfrågan praktiskt taget löst.